# Bildreihengedicht
Das Bildreihengedicht ist eine Gedichtform, die einen Gedanken oder Sujet, die in der Überschrift, am Anfang und Schluss des ganzen Gedichts oder einer einzelnen Strophe formuliert werden, in eine Reihe entsprechender Bilder umgesetzt wird, wobei die einzelnen Bilder kurz (ein Bild pro Vers) oder umfänglicher (ein Bild pro Strophe) ausgeführt werden.
Besonders häufig tritt dieser aus dem Dualismus von Bild und Wesen entstehende Typus daher in der Barockdichtung auf, so zum Beispiel in Andreas Gryphius’ Menschliches Elende, Christian Hoffmann von Hoffmannswaldaus Die Welt oder Georg Philipp Harsdörffers Was ist die arge Welt.
Als Beispiel für die barocke Form des Bildreihengedichts das Kurtze Reimen / Von Eitelkeit des menschlichen Lebens von Josua Stegmann, in dem die ersten beiden Verse das Thema vorgeben:
WAs ist doch unser Lebenszeit /

Alß lauter Müh und Eytelkeit /
Es folgt dann die lange Reihe bildlicher Entsprechungen:
… /

Ein Staub der mit dem Wind entsteht /

Ein Schnee der im Früling weggeht /

Ein Wasserblaß so bald zerrinnt /

Ein Regenbog so bald verschwindt /

Ein Nebel den die Sonne verjagt /

Ein Himmelröth so lang es Tagt /

Ein Thaw von der Hitze verzehrt /

Ein Blat vom Winde umbgekehrt /

Ein schönes Glaß so bald zubricht /

Ein Blume so bald wird zu nicht /

… /
Es schließt mit der Bitte:
Hilff Herr daß nach der kurtzen Zeit /

Wir erben die frölich Ewigkeit.
Bildreihengedichte finden sich daneben vereinzelt in Volksliedern und in der romantischen Dichtung bei Theodor Storm und im 20. Jahrhundert bei Hugo von Hofmannsthal, Georg Heym und Ruth Schaumann.